# سو ك. تشان
سو ك. تشان (بالإنجليزية: Soo K. Chan)‏ هو مهندس معماري سنغافوري، ولد في 7 يناير 1962 في ماليزيا.